# 广州铁路枢纽
广州铁路枢纽是华南地区最大的铁路枢纽，国家规划的综合铁路枢纽之一。
在2017年批复的《广州铁路枢纽规划（2016-2030年）》中，广州铁路枢纽范围为（含边界车站）：北至京广铁路源潭站、京广高铁清远站，南至广珠铁路鹤山南站、广深港高铁庆盛站、深茂铁路南沙站，东至广深铁路石龙站、广汕高铁罗浮山站，西至广茂铁路三水西站、贵广/南广高铁三水南站。

## 历史

### 晚清至民国时期

#### 广三铁路
1898年美商華美合興公司在承修粵漢鐵路時，發現廣州至三水沿線地勢平坦，修建鐵路的投資少而收益快，於是提出將廣三鐵路（當時稱為省佛支路）作為粵漢鐵路支線並先修建的議案，得到了滿清政府的支援。1903年10月5日，佛山至三水一段建成通車後，成為廣東與廣州建造鐵路的開端。

#### 广九铁路

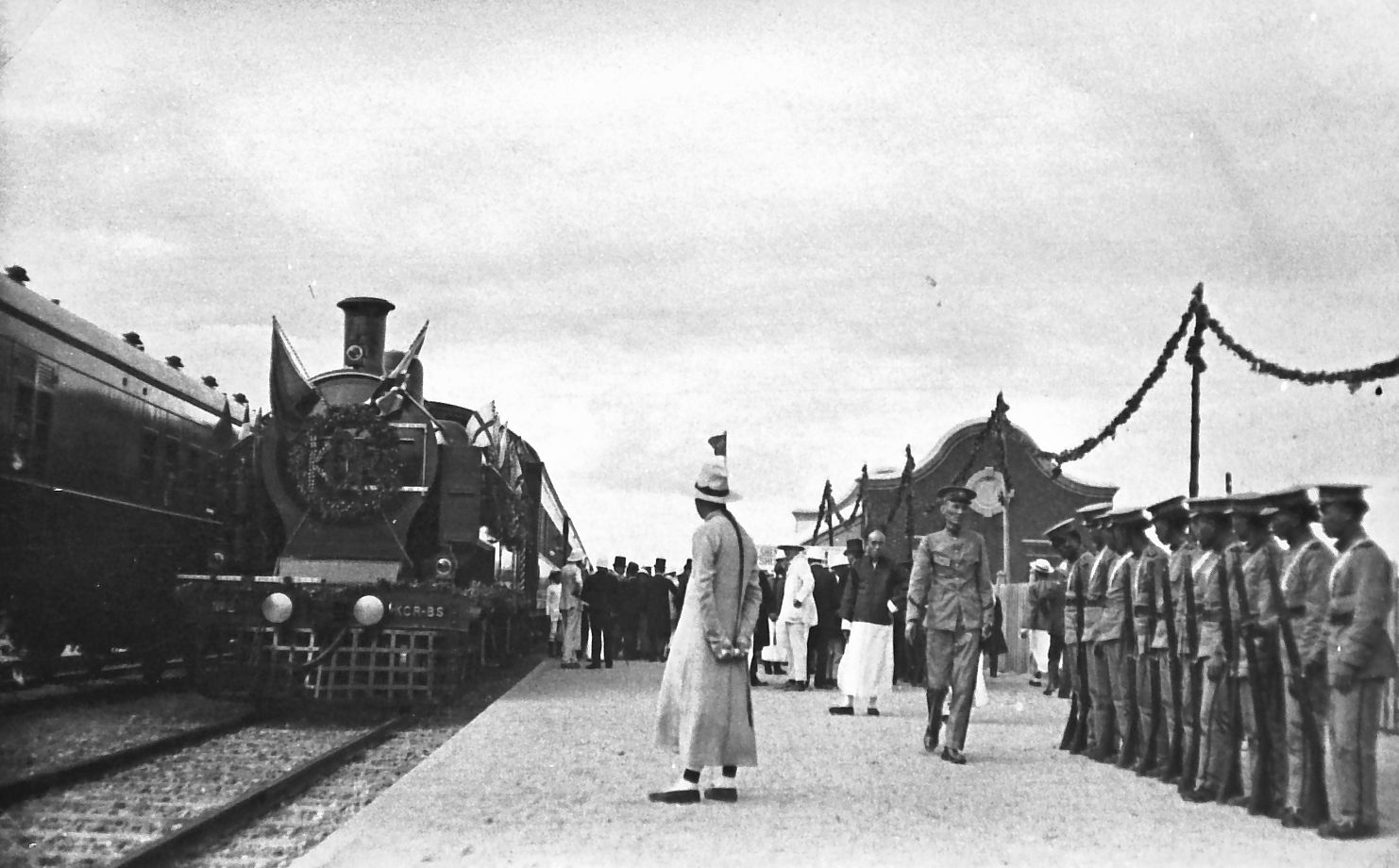
1911年10月，广九铁路华段通车，首趟列车抵达深圳

另一方面，19世纪末，香港已成英国的殖民地，香港政府开始向清政府提出九龙—广州的铁路修筑计划。尽管清廷内部存在异议，但迫于英国的压力，清政府仍于1899年3月28日签订了《广九铁路草合同》，并议定此路由广东省的省城广州至英国殖民地香港九龙，将来与粤汉铁路连接。

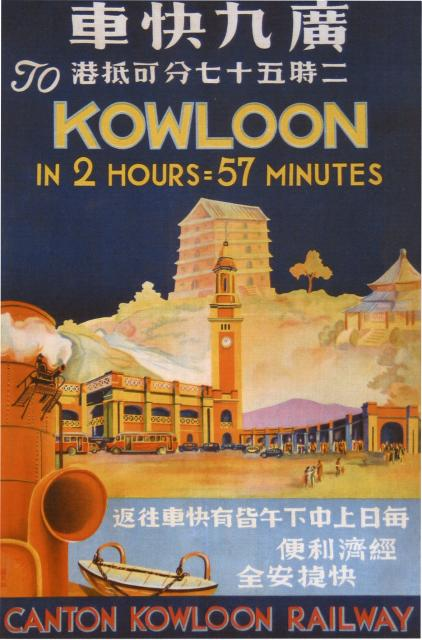
1935年的廣九鐵路海報。

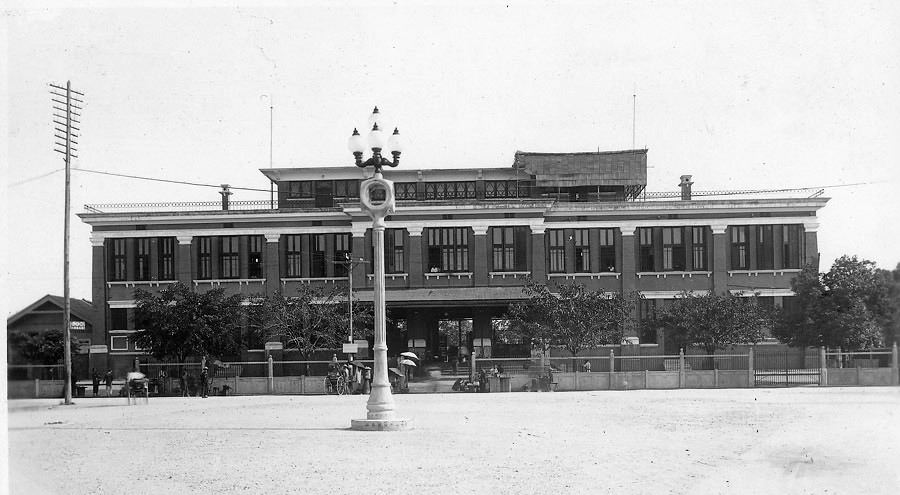
1924年的大沙頭火車站。

宣统三年（1911年），广九铁路全线建成通车，在大沙头设站。因是广九铁路的起点站，故名为广九车站，又称大沙头火车站，采用西方近代建筑风格。广九铁路开通后，来往两地的直通列车也开始运营。
抗日战争期间，广九铁路作为重要的战略目标，饱受轰炸和损害，修复铁路成为当务之急。1945年11月，国民政府交通部接受联合国善后救济总署在华分署从各国运输至中国的大批救济物资用于修复粤汉铁路，以及广九铁路两线。1946年1月，交通部开始组织实施的粤汉铁路复路工程，决定先修复广九铁路，以便从香港北运联合国善后救济总署提供的钢轨、枕木、桥梁、道岔等材料。同时，被拆除的广三鐵路全部按原式重新鋪軌通車。

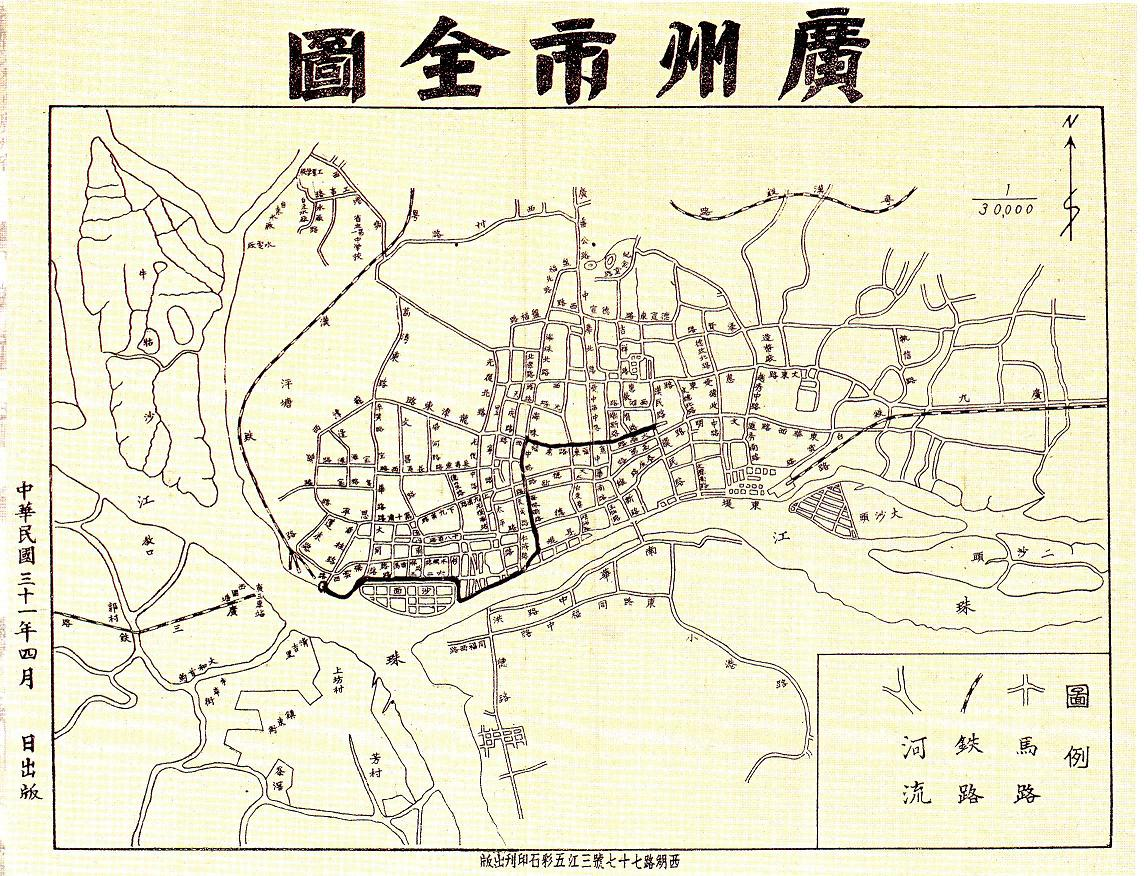
1942年“广州市全图”，可見市内的三条铁路和三个火车站

#### 联络线建设
民国25年（1936年）4月，粤汉铁路全线通车后，英国为进一步谋求将广九与粤汉两线接轨，遭到广州市商界人士的坚决反对。至民国26年（1937年），国民政府动工建设广州黄埔港，并于1937年1月开工建设一条由粤汉铁路西联站（今棠溪站），经沙河、石牌、鱼珠至黄埔港的「黄埔港支线」；1937年8月，国民政府为获得英美两国的援助，方便援华物资送入内地，答应连通广九、粤汉两路。1937年8月，黄埔港支线铺轨至石牌与广九铁路接轨，设石牌站，称为「广北联络线」，全长14公里，自此粤汉铁路和广九铁路接轨。
至1947年，为配合当时中华民国交通部粤汉区铁路管理局对粤汉铁路、广三铁路、广九铁路全面管理，修筑了一条由广北联络线云麓至广九铁路永村的联络线，两端设云麓、永村线路所，称为“云永联络线”。至此，大沙头站扩张为广九及粤汉两路的旅客列车的始发、终到站，并改名为广州东站，仅负责客运业务。同时，粤汉铁路的原终点站黄沙火车站更名为广州南站，主营货运及列车编组。
粤汉、广九两线虽相连，但管理上自成体系，而广三铁路又位于珠江南岸，彼时广州枢纽尚未形成。

### 中华人民共和国成立后
1949年10月14日，解放军接管广州市，广九直通列车中断运行。三天后，解放军先后占领塘下、天堂围、深圳等地，广州至石龙区间恢复通车。10月18日，广州军管会铁道处成立。10月23日，广州军管会交通接管委员会铁道处宣布接管广东省境内铁路和粤汉铁路南段办事处。10月26日，广九铁路广州至深圳段恢复通车，但列车不能直接开往香港。同月，广九铁路华段改称广深铁路。

#### 50-60年代：快速发展
1950-1965年，广州的铁路运输得到了高速的发展。在这期间，广州机务段、广州车辆段和广州西南大桥（现珠江大桥）依次建成，枢纽初步形成。1965年时，客运发送量达到了1952年的1.55倍，货运发送量则达到了4.04倍。
中華人民共和國成立後，北京政府曾与香港政府几次商议恢复直通车服务，但因政治运动等多种因素，一直无法达成协议。
1956年，铁道部第四勘测设计院编制了《广州枢纽总布置图》，设计广州枢纽南达港九、北至武汉、西通柳州、东连梅汕。
为了连通珠江两岸的铁路，1955年，广州南站增设轮渡站，广三铁路的机车、空重车辆皆通过轮渡往返。1958年10月19日，珠江大桥动工，并于1960年9月30日，与广州西-三眼桥联络线一道完工，自此广深、京广、广三三线连通，而位于广州南站的机车车辆码头同步撤销。此时枢纽初步形成。
由于广州地区铁路运量逐年增大，广州铁路分局也对铁路及站场进行整体改造。1951年，广州东站更名为广州站，确定为广州地区的铁路客运专用站，但广州民众通常仍然惯称“东站”。随着1957年京汉铁路和粤汉铁路合并为京广铁路，以及珠江大桥建成，广三铁路与京广、广深两路接轨，广州站客流量越来越多，且当时广州铁路枢纽内的其他车站皆主营货运，故广州站成为了广州市内最主要的铁路客运站，客流压力极其沉重。为配合当时广东省省委书记陶铸将广州建设成为“东方巴黎”的设想，广州新客站（今广州站）的建设规划被提上日程。1958年，选址流花桥的广州新客站动工；至1962年由于大跃进运动对中国国民经济造成的损害，中央压缩建设投资规模，新客站工程暂停。
在此期间，广州枢纽内的厂矿企业专用线也陆续增加，包括黄埔港、水泥厂、罐头厂等一系列企业专用线。
由于当时经济困难时期民眾生活困苦，广东各地都出现了逃港潮，大沙头站也多次出现骚乱，最严重的一次在1962年6月1日，上萬民眾冲击大沙头火车站，史称“東站事件”。

#### 文革期间：起伏发展

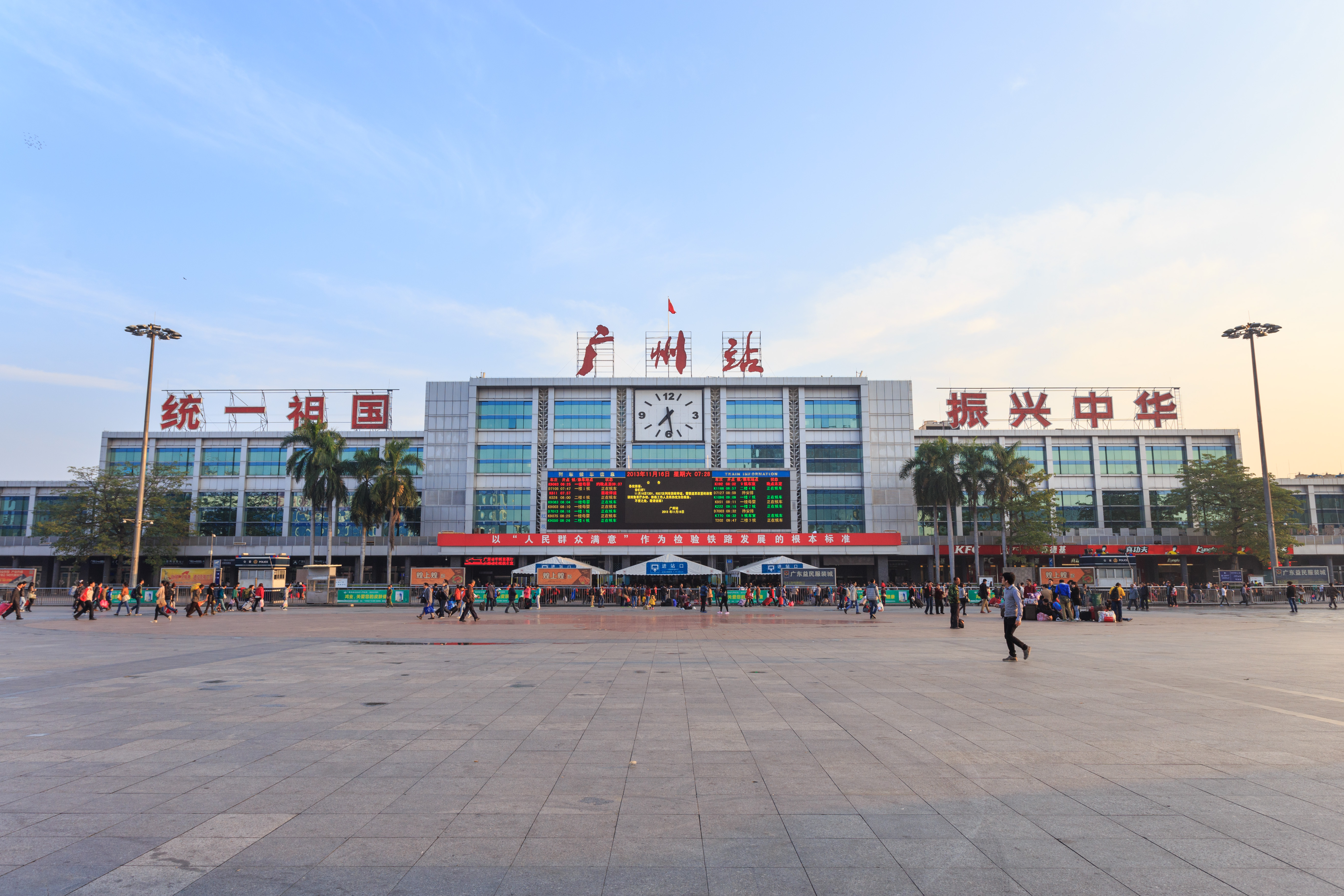
广州火车站

1966-1978年间，广州铁路运输在起伏中发展。从60年代中起，广州铁路局对运输设备进行较大规模的扩建和改造，扩建了广州北编组站，动工建设广州新客站，同时改善了广州南、广州西、石围塘等站的货运设施，提高了货场装卸能力，还增设了11个会让站，并延长了站坪、更新了钢轨和信号设施。1978年，广州枢纽的旅客发送量是1964年的1.31倍，货运是1.38倍。
然而，京广铁路在衡阳以南、广东境内的区间由于政治和经济原因依然保持着单线铁路，阻碍了运输“大动脉”的运能。同时，由于文化大革命期间，行车规章制度形同虚设，管理混乱行车事故急剧增加，在1968-1974年间就发生了行车重大、大事故29宗。
1972年，广州新客站复工；1974年4月12日，在原流花桥站改建的广州新客站建成使用。广州站当时是华南地区最大的铁路客运枢纽站，一度成为广州市的新景观地标，广州各学校纷纷组织学生参观；除广州站之外，流花桥一带同期落成的建筑群于1985年被选为“羊城新八景”之一，享有“流花玉宇”的美称。自此，广州站成为京广、广三、广深三条铁路的交汇点。广深铁路起点由原广州站（大沙头站）改成广州新客站，广深铁路全长调整为147.261公里，位于大沙头的原广州站恢复广州东站旧称，其所有客运业务逐步移至广州新客站，最后在1985年初被清拆，而原先位于市区的区间则成为了今天的内环路（大致为广园立交-梅东路-中山路-东华路路段）。

### 改革开放后

#### 八十年代：振兴发展
随着中華人民共和國在七十年代末开始实行改革开放，广州铁路得到了又一轮高速的发展。广州铁路枢纽进行了更大规模的更新改造，包括新建新广州北编组站，采用先进的编组技术，以及新建广州客技站、大朗和小塘货场，以提高客车整备和货运能力。同时，广深铁路和京广铁路也开始实施双线建设。至1990年，广州铁路通车里程1024.11公里，其中复线铁路911.61公里，占89%，电气化铁路189.7公里，占18.5%，均高于全国铁路的百分比。“七五”期间，广州铁路枢纽采用了现代化的铁路设备，各种现代科技也被运用起来，87.1%的车站采用了电气集中信号连锁，部分站段开始使用电子计算机，实现了系统化和网络化。
京广铁路在广东境内的区间开始了双线工程。经过三年的“决战”，京广铁路上全长14.3公里的大瑶山隧道凿通，同时新建的还有特大、大中型桥梁139座。新建的设施使京广双线于1988年12月16日投入使用，运输能力提高了一倍有余。随后，京广铁路达到了国家I级干线标准，郴州-韶关区间实现了电气化，坪石至广州区间也安装了移频自动闭塞。
在此期间，广州铁路枢纽开始广泛应用各种先进的电子和无线设备。广州铁路局在“七五”期间完成了科研、技术改革和推广项目共311项。其中，如机车报警、自动停车装置、无线调度、车长电台等技术被运用在主干线的全部区间，衡阳-广州双线采用了“480路数字微波通信通道”，在全国范围内率先使用新式铁路信息传输方式。广州南站在全国率先采用了VAX技术进行运营管理，仅零担货物就增加了9万吨/年，节约货车3000辆。广州站也采用了各种先进的设备进行管理。
大规模的铁路建设、更新缓解了广州枢纽的紧张情况，也促进了运输生产，联运、外贸、集装箱业务也进一步扩大。八十年代后，广州、沿海港口和京广铁路上的大中城市构建起了水陆联运的网络。
经济、管理、技术上的发展与改革，使广州枢纽的运输效率和安全显著提高。在“七五”期间，广州枢纽的生产16项指标和经济10项指标创下自1949年以来的最好成绩，也创下了无重大、大事故3551天的安全记录。

##### 恢复直通车
1979年1月初，北京方面开始派人与香港政府接触，商讨恢复直通车，九广鐵路局也主动向广州铁路局提出此问题。1月25日，鐵道部向国务院申报了《关于开行广州—九龙直通旅客列车问题的请示》，很快国务院批准了“积极进行直通客车的筹备工作，力争尽快开行”，并获邓小平直接批示。首列港穗直通車的開行儀式于4月4日在廣州火車站舉行，广东省和广州市主要官員、香港总督麦理浩和夫人，以及香港各界人士应邀出席。省港直通车开通后，旅客可以在广州办理出境手续后，直接乘坐火车从广州到达九龙站（红磡站），然后办理入境手续，免去了携带行李徒步走罗湖桥的过程。4月15日，广州举办第45届广交会，大多数采购商的第一交通选择便是乘坐广九直通车。1984年，在改革开放浪潮下，为了迎合港澳台旅客较为“西方”的观念，担当广九直通车乘务的广九客运段要求乘务员化淡妆，穿西服，打领带，穿皮鞋，开创了全国铁路服务的先河。

##### 体制改革和广深双线建设
随着深圳成立了经济特区，珠三角地区经济迅速发展，进口货物和旅客大量增加，原有广深铁路单线难以满足运输需要。为此，广州铁路局于1981年6月10日，向铁道部报送《广深铁路改造设计任务书》，请求增建广深铁路复线。1983年6月25日，国务院批复了有关计划。惟当时国家铁路建设资金紧张，故广州铁路局与国务院协商后，决定选择自筹资金、以路养路、以路建路的改革方式。从1983年起，广州铁路进行了管理体制的改革。在12月15日，被誉为中国铁路改革“第一号种子”的广深铁路公司在深圳成立，1984年1月1日正式开始营运，直接隶属于广州铁路局；公司从高度集中的国家铁路管理体制中脱离出来，实行“自主经营，自负盈亏，自我改造，自我发展”的经济承包责任制，其实行的新型管理模式被称为“广深模式”。广州铁路局实行经济承包责任制后，极大地促进了扩能提效、经济发展和企业机制的完善。
实施新的经营模式后，复线改造项目在不到三年的时间，于1987年1月26日通车，共投资7亿元人民币，成为当时广东省第一条复线铁路。工程完成后，列车最高运行速度为110公里/小时，运输能力提高七成，并以2000万原的基数，每年上缴利润递增2.32%。

##### 新建东站

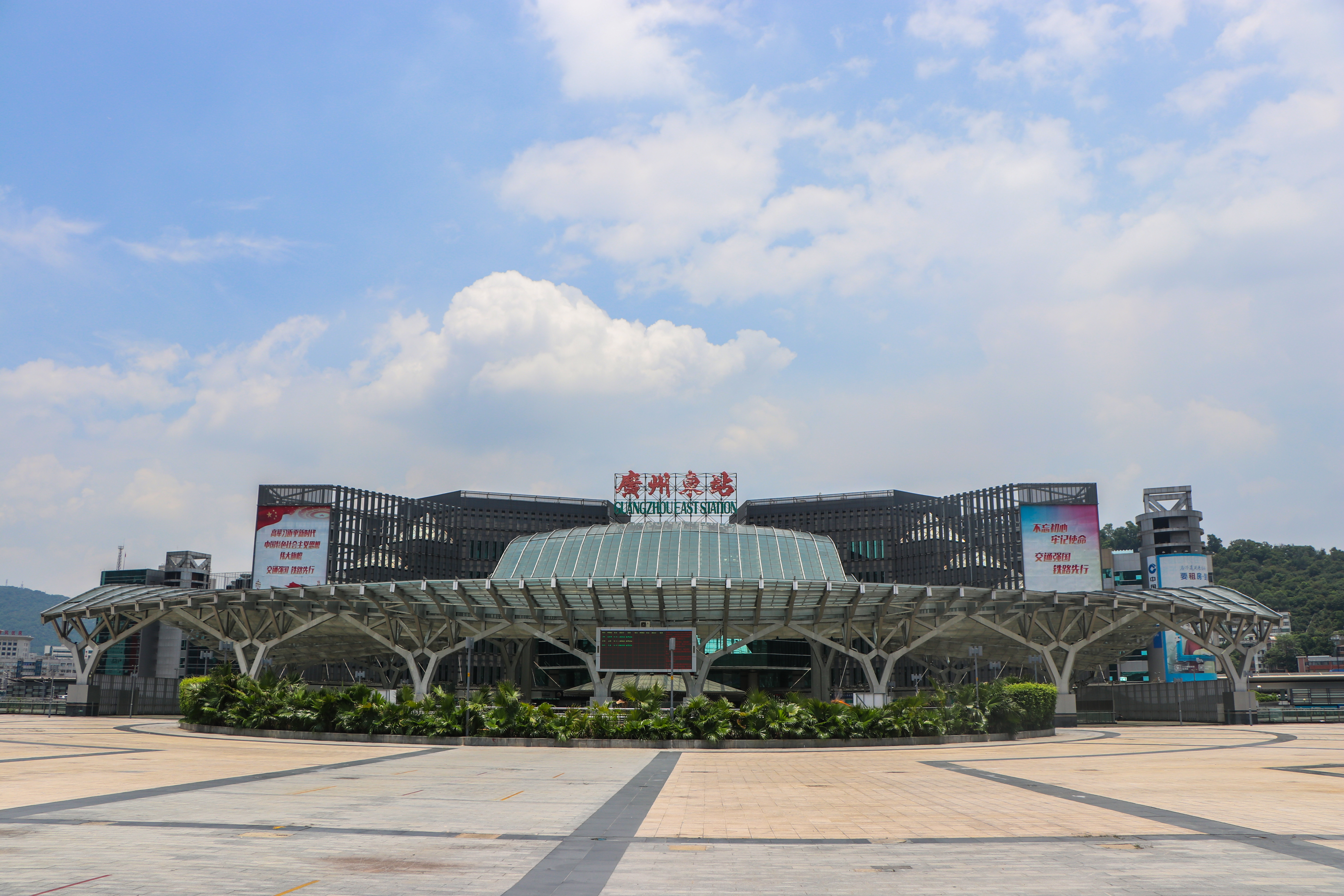
现在的广州东站

在建设广深铁路复线的同时，广州东新客站的建设规划随之提上日程。广州市承办了1987年第六届全国运动会（六运会），并建设天河体育中心作为六运会会场。作为六运会的配套设施，广深铁路天河站被计划为广州第二大铁路客运站，专办广深、广九客车始发终到。改造后的天河站于1987年在六运会开幕之前投入使用。为提高车站的知名度，天河站于1988年4月1日更名为广州东站。
为增强广深线的运送能力，广州市政府、铁道部、广深铁路公司等方面于1992年决定扩建广州东站。扩建工程于1993年6月开始动工，而工程期间车站还保持正常的客运功能。1996年1月，广州东站国内候车大厅完工，同年3月部分投入使用。1996年9月，廣州東新客站全面落成，建设规模仅次于当时全国最大的北京西站，共有16条股道，旅客站台5个，日运送客流量提高到四万至五万人次以上。同年，经铁道部（《铁计函【1991】297号》文）批准，广九直通车从1996年9月28日起改为自广州东站到发，并于站内设广州天河铁路客运口岸。2002年，广州市评选“新世纪羊城八景”，广州东站由于背靠中信广场，以及站前的大面积绿化广场、大型水幕瀑布构成“天河飘绢”景观，配以花坛、雕塑、水景，体现了广州现代化国际城市的都市风采，因此“东站广场水景瀑布”被列入新世纪羊城八景，并成为广州近年来兴起的旅游景点。

##### 广深铁路进一步扩能

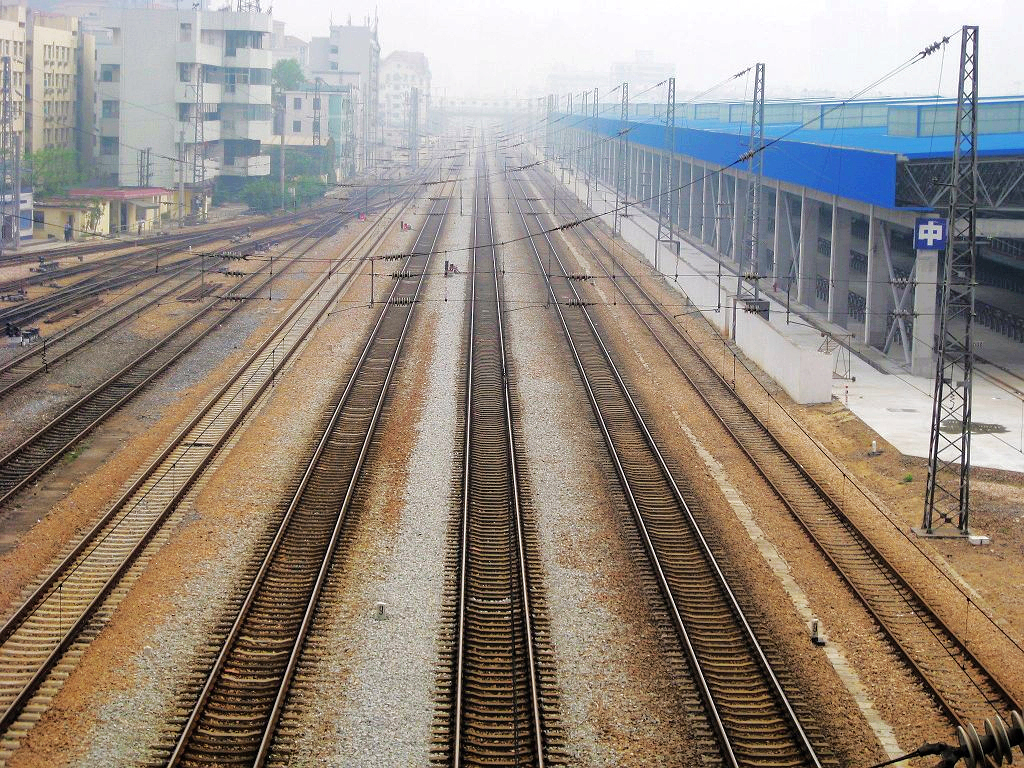
廣深鐵路笋岗站，各线由右至左分别为：右二：广深下行普速线（III线）右三：广深上行高速线（II线）
右四：广深下行高速线（I线）右五：广深上行普速线（IV线）

广深准高速铁路原设计为電氣化鐵路，但由于1990年代初进行准高速改造时资金不足，故推迟了电气化的实施，在过渡阶段使用内燃机车牵引。1996年，为配合京九铁路的兴建，广深铁路新建了平湖至深圳区间20公里的第三线，形成了两条时速160公里（一、二线）、一条时速120公里（三线）的三线铁路。1997年2月，总投资8亿元人民币的广深线高速电气化工程全面开工。本工程與香港九廣東鐵採用一致電化標準（25000V交流電，50Hz；此等標準最初來自台鐵縱貫鐵路電化工程），以便列車在廣州至香港間暢通直達。1998年5月28日，广深线高速电气化工程竣工，同年8月28日正式投入运营。1999年6月8日，广深铁路三线（普速线）电气化工程动工，并于2000年9月16日竣工，廣深鐵路成為中國第一條三線並行、全線封閉、全线電氣化的鐵路干线，使營運速度达200km/h的「新時速」动车组能顺利运行，广深之间最快仅需90分钟。
至2000年代初，由于客货运量的快速增长，尽管广深铁路已经建成了三条电气化正线，但运输能力仍然日渐紧张，部分区段的通过能力以及达到或超过饱和。广深铁路股份有限公司于2001年开始考虑新建一条与第三线平行的四线，以实施高速与普速列车分线运行的目标。2004年12月31日，广深铁路第四线局部开工建设。2005年8月26日，铁道部和广东省政府在石龙镇宣布广深四线建设全面开工。除了新建第四线外，工程同时对第三线进行了提速改造，设计速度由原来的120公里/小时提高到140公里/小时。2007年4月18日，新建广深四线工程完工，在中国铁路第六次大提速当日投入运营，自此广深铁路成为中国第一条全程封闭、四线并行的铁路，实现高速旅客列车与普速客车、货物列车的分线运行，大大提升了综合运输能力，而广深城际列车的运行密度也因此得以大幅提高。

### 高铁建设

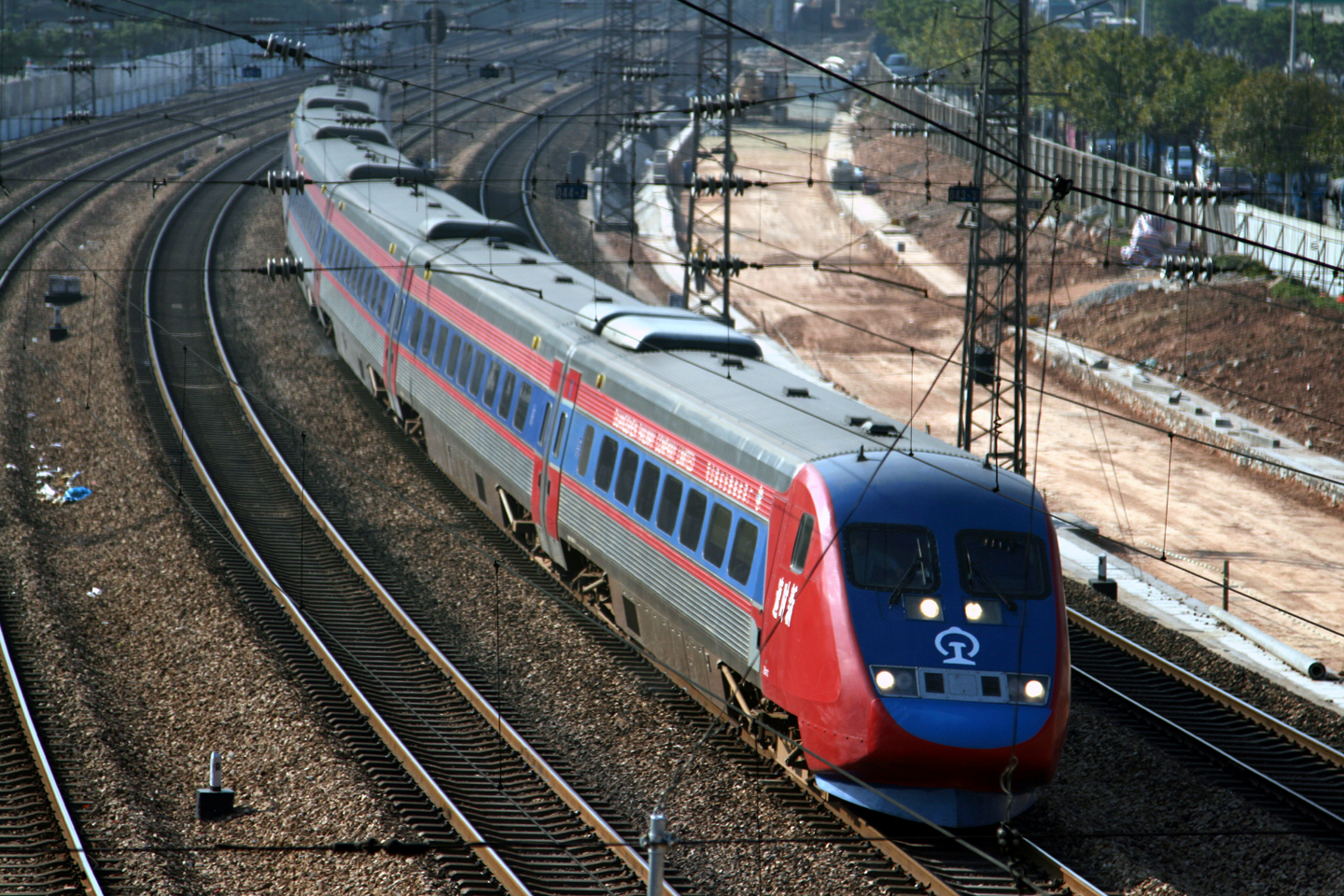
「新时速」直通車

1980年代末，中国开始将眼光投向高速铁路，但当时中国高速铁路开发工作已经滞后世界水平几十年，技术差距较大，因此铁道部决定从国情实际出发，以时速160公里的准高速铁路作为突破口，为未来发展高速铁路进行探索和试验。当时的广深铁路具有其它铁路线所没有的优越条件，包括不断增长的运输需求、地形条件较好、长度适中等，使其成为首要的试验目标。改造工程于1991年12月28日在石龙特大桥正式动工，1994年12月8日完成，试验中最高时速达到174公里。广深准高速铁路从1994年12月22日正式开通，成为中国第一条准高速铁路。在电气化后，广深铁路率先使用由瑞典租賃、最高營運速度达200km/h、被命名为「新時速」的X2000擺式高速动车组运行广深城际列车，运行时间縮短至最短90分鐘。由於广深铁路全線採用了眾多达到九十年代國際先進水準的技術和設備，因此当时广深铁路被视為中國高速鐵路的試驗基地和展示中國鐵路發展的“窗口”。

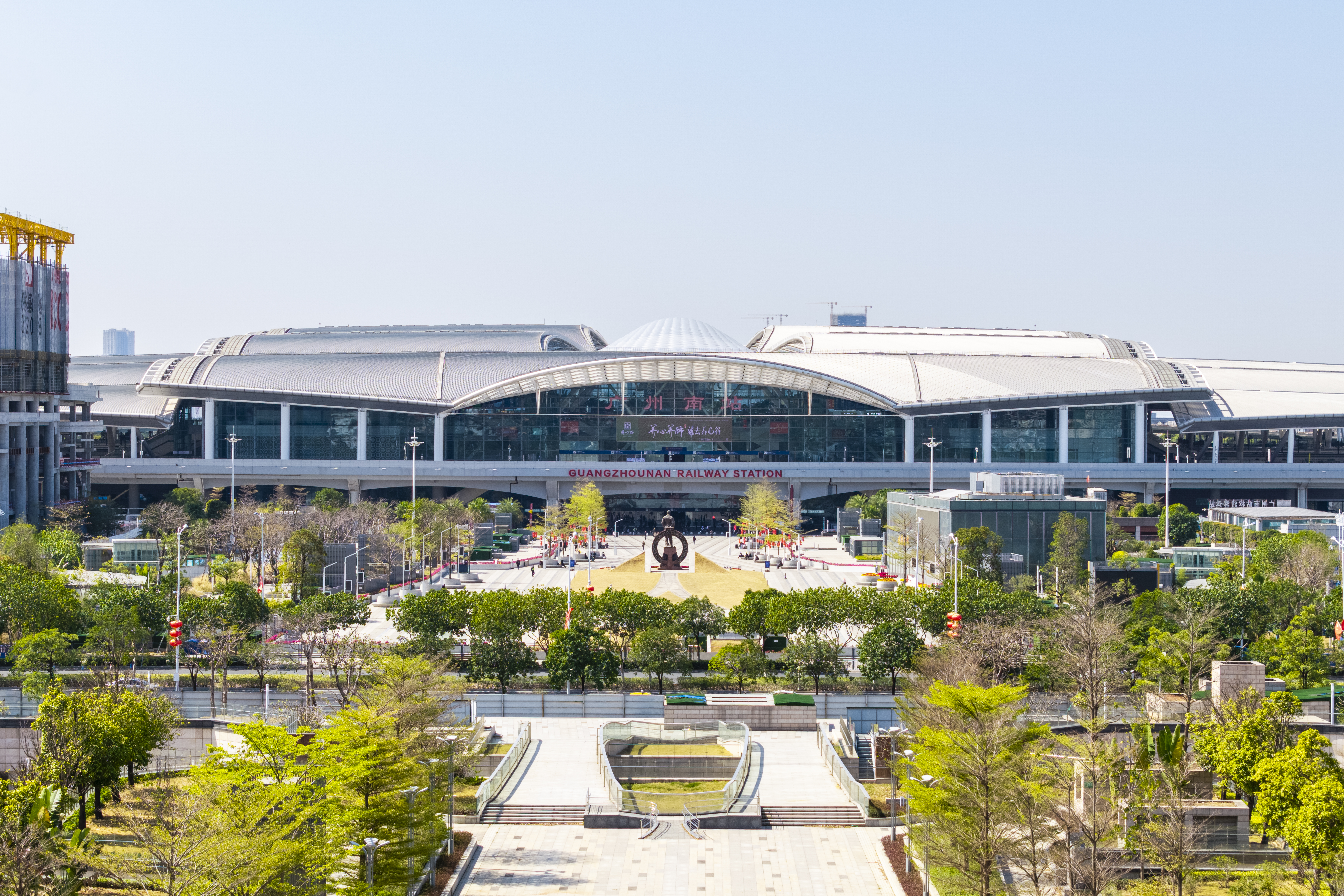
广州南站

2004年，国务院常务会议通过《中长期铁路网建设规划》确定2005年开工建设武广客运专线。同年12月30日，为配合武广客运专线的整体进度，新广州站率先动工。
2005年12月18日，广深港高速铁路广深段，以及广珠城轨广州南站至珠海站、小榄至新会两段线路正式动工兴建。
在2007年初，铁道部为了提早试验即将在中国铁路第六次大提速中大规模上线运行的时速200公里及以上高速动车组，并增加春运旅客运输能力，安排了15组CRH系列电力动车组在春运期间分别在沪昆铁路、广深铁路投入试营运，其中6组CRH1A型电力动车组配属给广州铁路集团使用。

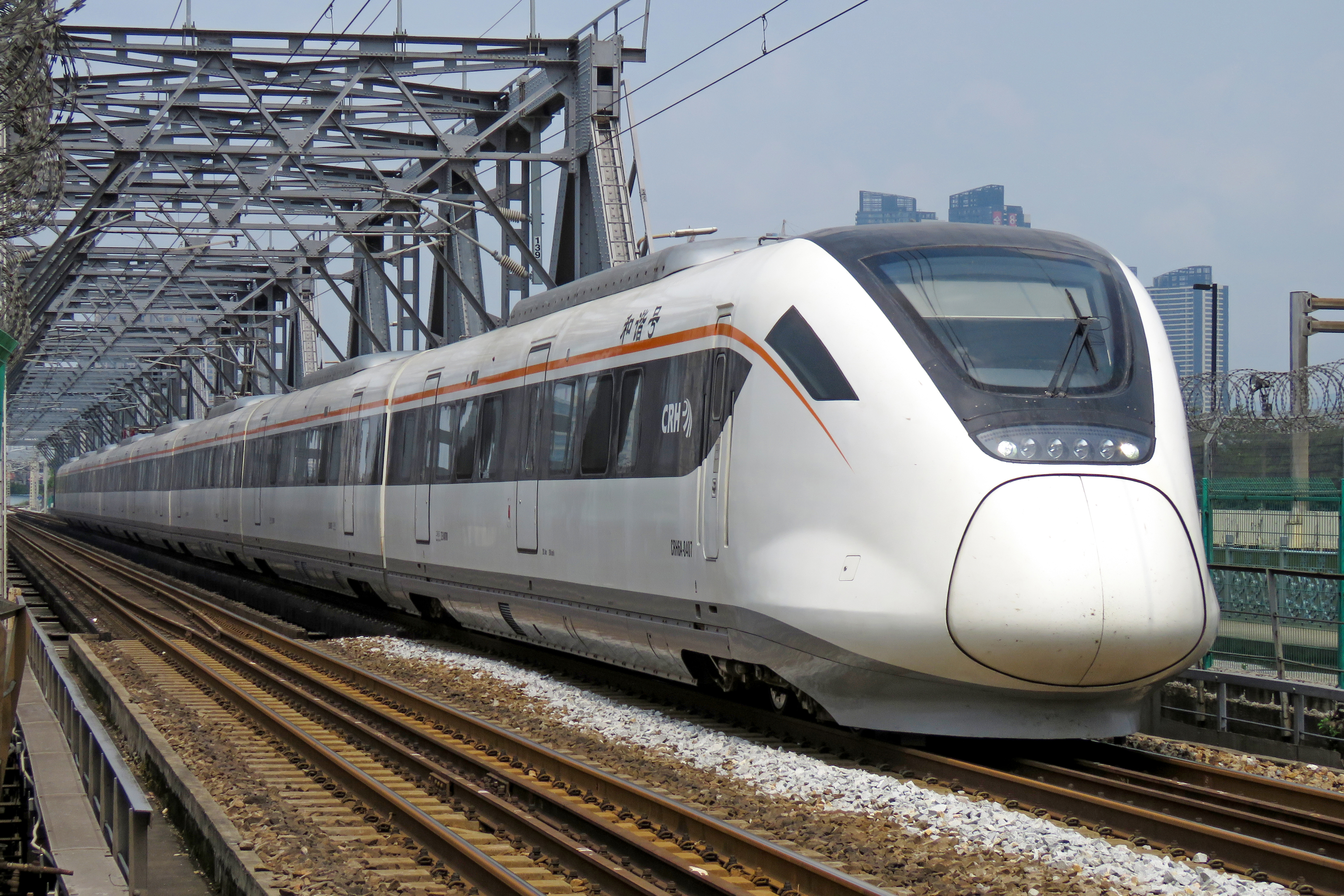
广佛肇城际轨道C6883次列车通过广茂铁路珠江大桥西桥

2009年9月29日，广佛肇城际轨道交通佛山段开始建设。同年12月9日，武广高铁成功试运行，时速最高达到了394公里/小时，创下两车重联情况下的世界高速铁路最高运营速度。12月26日，武汉站至广州北站段正式开通运行，次年1月30日广州南站启用，总站改为广州南站。专线建成后，武汉到广州的时间由原来的10至11小时缩短到4小时，长沙到广州的时间由8小时缩短到3小时。
2011年1月7日，广珠城际珠海北以北线路通车。该项目成為珠三角西岸中山、珠海等地區的首條鐵路，令珠江口以西珠三角城市（珠中江三地）納入廣州一小時的生活圈內。12月26日，廣深港高鐵廣州南－深圳北段通車。
2016年3月30日，广佛肇城际通车运营。
2017年5月，中国铁路总公司、广东省人民政府联合批复了《广州铁路枢纽规划(2016-2030年)》，将广州枢纽定位为全国重要的、华南地区最大的铁路枢纽。正在公示的《广州市城市总体规划(2017-2035)》草案中，未来广州将有十大火车站，包括既有的广州站、广州东站、广州南站、庆盛站，广州白云站（原棠溪站）、广州北站、新塘站，以及规划中的白云机场站、增城站、南沙站（万顷沙）。
2023年9月26日，广汕高铁正式开通运营。
2023年12月26日，广州白云站正式投入运营，首趟列车C1893次上午9时28分由广州白云站发出开往汕头南站，标志着广州白云站与汕汕铁路同时开通。

## 运营

### 客运
民国36年是客货运量高峰期，全年三条线旅客发送量1160.3万人，货物发送量136.1万吨。民国37年，粤汉铁路韶关—广州区段有客货列车7对，广九铁路开行客货列车4对；货物输送量月均分别为3.6万吨和2.5万吨。
1950—1952年，全省旅客发送量2317.4万人，年平均772.5万人，货物发送量477.2万吨，年平均159.1万吨。1953—1957年，全省铁路客货运量分别翻一番以上。1958年开始的“二五”和调整时期，客货年均运发送量分别达到1564.25万人、1700.09万吨。“文化大革命”期间，广东铁路受到很大冲击，客货运输时有中断，客货发送量有所增长。
改革开放以后，广东经济逐步发展，人员往来频繁，客流量逐年增加，货物运输量在全省交通运输业所占比重排第二位。1978—1987年，全省客货发送量年均递增率分别为5.3%和2.7%。其中铁路运输货物到达、发送量处于上升阶段；铁路旅客运量基本上呈逐年增长态势，客流多集中在珠三角的广州、深圳、东莞、惠州等较大客运站。1987年，全省客运发送量3900万人，其中广州站旅客发送量占36%。1990年，广州枢纽发送3836.9万人，货物发送量2753吨，分别比十年前增长54.5%和89.8%。2000年，全省铁路完成旅客发送6029.2万人。
进入90年代，春节旅客流量剧增，乘车时间集中，给铁路春运带来很大压力。1981年广东铁路春运日均发送旅客7.6万人，2000年春运日均21.6万人。1993年春节前25天，广州站日均发送旅客3.5万人；2000年春节前日均发送旅客6.7万人。

### 货运
1959年，广州南站、广州西站、黄埔站三个主要的货运站年吞吐能力达到617.39万吨，比1952年增长2.58倍。
1987年货物发送量3880万吨，换算周转量206.11亿吨公里。1990年，铁路完成货物发送、到达量6365.4万吨。2000年，全省完成货物发送、到达量9182.8万吨，其中货物发送3362.1万吨，货物到达5820.7万吨。

### 管理机构
在修建粤汉铁路和省佛支线时，華美合興公司分别在1898和1900年，与清政府签订了《粤汉铁路借款合同》和《借款续约》，1901年，中国第一个铁路管理机构——華美合興公司粤汉铁路总管理处成立，其中美方3人，中方2人。总管理处管辖着沿线17个车站、黄沙码头、石围塘机械工厂和石围塘机车房。1905年，清政府赎回了粤汉、广三两条铁路的路权，隶属華美合興公司的总管理处撤销，广三铁路由广东总督府代管。次年四月二十六日，商办广东粤汉铁路有限总公司成立，这是第一个中国人经管的铁路管理机构。在1909-1913年间，詹天佑曾任总办兼总工程师。总公司除接管原先的铁路、车站和设施外，还修建并管理着粤汉铁路广州-韶关段铁路及其沿线25个车站和黄沙、英德、韶州机车房。
1908年四月，广九铁路华段管理机构——广九铁路办事公所成立，管辖广九铁路华段及其广州至深圳间18个车站、 13个乘降所，以及大沙头机车厂、机车房、东山车辆修理厂和深圳机车房。首任总办为魏瀚，而总工程司、总管账皆为英人。
1913年，北洋政府交通部将广三铁路收归国有，在石围塘设广三铁路局。商办（非政府持有）广东粤汉铁路有限总公司因保有七分之三股权，也参与了管理。此后16年，广州地区同时存在3个铁路管理机构，分别管辖3条铁路。广韶段铁路仍由商办广东粤汉铁路有限总公司管理，广九铁路华段由广九铁路办事公所管理。1922年，广九铁路办事公所改组为英人控制的广九铁路局，下设车务、工务、总务、警务等11处及运输总段。
自1912年以来，广九铁路华段一直由广九铁路管理局进行管理。1923年4月18日，陈兴汉代表广州国民政府接管粤汉铁路，粤汉铁路总公司转为官督商办。至民國17年（1928年）12月3日，新任中华民国铁道部部长孙科向国民政府提出报告，要求管理统一，各路车辆互调受铁道部直接掌管，不准任何方干涉。1929年1月24日，国民政府行政院同意该报告，准予实行。同月，铁道部将广东省政府管辖的广九、广三、粤汉三路局划归铁道部直接管辖。11月，国民政府铁道部将粤汉铁路收归国有，改名广东粤汉铁路管理局，同时将广三铁路局并入广东粤汉铁路管理局。1930年3月7日，广东粤汉铁路管理局改名粤汉铁路广韶段管理局，管辖广韶、广三铁路及其所属站段。
1936年8月1日，国民政府铁道部将粤汉铁路广韶段管理局等3个机构合并为粤汉铁路管理局，局址设在武昌。在广州设粤汉铁路管理局第三运输段（又名广州段），除管辖原广韶段管辖范围外，另增加坪石至韶关段及其6个车站。战争结束后，广九铁路局撤销，广九铁路华段划归粤汉区铁路管理局管理，该局在广州设南段办事处。

## 主要车站

### 既有车站

#### 主要客运站
- 广州站
- 广州东站
- 广州南站
- 广州白云站
- 佛山西站[37]

#### 其他客运站
- 广州北站（京广普铁、高铁）
- 庆盛站（广深港高铁）
- 新塘站（广深铁路、广汕铁路）
- 增城站（广汕铁路）

#### 其他车站
- 广州西站（货运）
- 三眼桥站（货运）
- 黄埔站

### 在建车站
- 南沙站

### 已停用车站
- 大沙头火车站（原广九铁路起点）
- 黄沙火车站（原粤汉铁路起点）
- 石围塘站（货运）（原广三铁路老线起点）
- 棠溪站

## 铁路线

### 既有铁路

#### 普速铁路
- 广珠铁路：江村~高栏港，货运专线。
- 广梅汕铁路：广州~汕头
- 广茂铁路：广州~茂名，即将电气化
- 京广铁路：北京西~广州，双线电气化，国铁I级。
  - 广州东北货车外绕线
- 广深铁路：广州（~广州东）~深圳，四线电气化，两线为普通铁路，两线为时速200公里的高速铁路。

#### 高速铁路
- 京广高速铁路：北京西~（广州北~）广州南，双线电气化，客运专线，设计速度350公里/小时。
- 广深港客运专线：广州南~深圳北~香港西九龍，双线电气化，客运专线，设计速度350公里/小时。
- 贵广铁路：贵阳北~广州南，双线电气化，国铁I级，设计速度250公里/小时。
- 南广铁路：南宁东~广州南，双线电气化。
- 甬广高速铁路广汕段：新塘~汕头南，双线电气化，客运专线，最高时速为350公里/小时。

##### 城际铁路
- 广清城际铁路：清城~花都，双线电气化，最高时速为200公里/小时，是中国历史上第一条真正意义上的私铁。本线与广佛环线花都至白云机场北段贯通运营。
- 广珠城际铁路：广州南~珠海，双线电气化，客运专线，时速200公里的高速铁路。
- 广肇城际铁路：番禺~肇庆，双线电气化，最高时速为200公里/小时。
- 广深城际铁路：为广深铁路的一二线，最高时速为200公里/小时。
- 穗深城际铁路：广州东~深圳机场，双线电气化，最高时速为140公里/小时。
- 广惠城际铁路：番禺~小金口，双线电气化，最高时速为200公里/小时。

### 在建铁路
- 广湛高速铁路
- 深湛铁路深圳西丽至江门段
- 广佛环线（花都至白云机场北段、番禺至佛山西段除外）：是运行于广州和佛山之间的铁路线，双线电气化，最高时速200公里/小时。
- 广州站至广州南站联络线
- 新白广城际铁路（竹料~新塘南）

### 规划铁路
- 广佛江珠城际铁路
- 肇顺南城际铁路
- 中南虎城际铁路